# Türje
 Türje ist eine ungarische Gemeinde im Kreis Zalaszentgrót im Komitat Zala. Der deutsche Name ist Foerla, latinisiert Iurla; das ungarische Wort türje bedeutet auf Deutsch Lehmann (im Sinne von Lehnsmann).

## Geographie

### Lage
Die Gemeinde Türje liegt im nordöstlichen Teil des Komitats Zala (Zala megye), östlich der Biegung des Flusses Zala (deutsch: Salla), in einer Ebene, nicht weit entfernt von den Keszthelyer Bergen (höchster Punkt: 444 m). Berühmt ist Türje für seine Abtei, ein aufgelassenes Prämonstratenserkloster.
Die Gemeinde Türje liegt an der Bahnlinie von Boba über Zalaegerszeg nach Őrihodos (heute Hodoš, Slowenien); es halten hier Regionalzüge nach Zalaegerszeg und nach Celldömölk, sowie auch einige Schnellzüge nach Budapest. Eine Fernverkehrsstraße führt nicht durch die Ortschaft, aber Türje ist aus allen Richtungen über Nebenstraßen gut zu erreichen. Türje ist mit der nächstgrößeren Nachbargemeinde Zalaszentgrót durch zahlreiche Autobusverbindungen verbunden. Regelmäßige Busverbindungen gibt es auch mit Sümeg und mit Zalaegerszeg. Des Weiteren sind auch Budapest, Győr und Veszprém mit direkten Fernbuslinien zu erreichen.
Die Entfernungen von Türje (Zalabér-Batyk) betragen mit der Bahn nach Zalaegerszeg 25 km, nach Veszprém 102 km, nach Győr 115 km, nach Budapest 214 km, nach Wien 204 km und nach Graz 202 km.

### Wetter
|                       | Jan  | Feb  | Mär  | Apr  | Mai  | Jun  | Jul  | Aug  | Sep  | Okt  | Nov  | Dez  |   |       |
| Mittl. Tagesmax. (°C) | −3   | −5   | 11   | 16   | 21   | 24   | 27   | 26   | 22   | 16   | 8    | 4    | ⌀ | 14    |
|                       |      |      |      |      |      |      |      |      |      |      |      |      |   |       |
| Niederschlag (mm)     | 81,2 | 52,2 | 58,7 | 64,3 | 66,2 | 72,6 | 66,9 | 88,2 | 80,1 | 71,8 | 71,0 | 84,4 | Σ | 857,6 |

|  |

|  |

|  |

|  |

|  |

|  |

|  |

|  |

|  |

|  |

|  |

|  |

|  |

|  |

|  |

|  |

|  |

|  |

|  |

|  |

|  |

|  |

|  |

|  |

In den letzten dreißig Jahren wurden folgende Durchschnittswerte ermittelt: Das Temperaturmittel beträgt 10,3 Grad Celsius. Die jährliche durchschnittliche Niederschlagsmenge liegt bei 628 mm. Der trockenste Monat ist der Februar mit durchschnittlich 30 mm Niederschlägen, der feuchteste Monat der Juni mit durchschnittlich 77 mm Niederschlag.

## Einwohner
Entwicklung der Einwohnerzahlen:
| Datum                   | Einwohner (Hauptwohnsitze) |
| ----------------------- | -------------------------- |
| Januar 1980             | 2.087                      |
| Januar 1990             | 1.951                      |
| Januar 2001             | 1.844                      |
| Januar 2011             | 1.637                      |
| Januar 2014 (Schätzung) | 1.622                      |

## Klosteranlage
Kirche Mariä Verkündigung und Prämonstratenserkloster

## Geschichte

### Von der Gründung bis zum Mittelalter

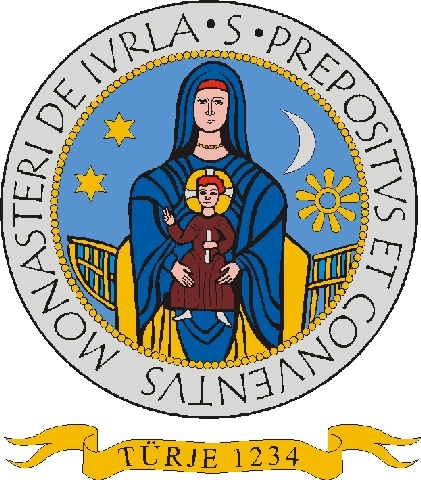
Das Klostersiegel

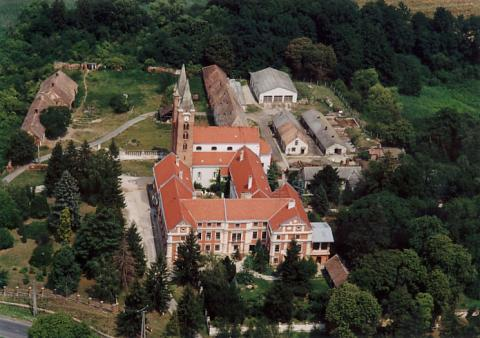
Vogelschau auf das ehemalige Kloster

Türje wurde 1234 wegen des Baus eines Klosters erstmals urkundlich erwähnt, und zwar im Besuchsbuch des Propstes (ungarisch vizitációs jegyzőkönyvből), der die Baumaßnahmen besichtigte. Andere Quellen gehen von einem Gründungsjahr 1184 aus und berichten von der Ortsgründung durch Graf Lambert Türje. Die adeligen Grundherren von Türje werden weiterhin um 1220 nochmals erwähnt. Als das Prämonstratenserkloster dort gegründet wurde, war Türje damals vermutlich bereits eine bedeutende Ortschaft, weil dieser Orden seine Klöster nur an wichtigen Plätzen gegründet hatte. Zu jener Zeit befanden sich der Ort und alle Dörfer der Umgebung im Besitz der Adelsherren von Türje, von diesem Geschlecht hat der Ort seinen Namen erhalten. Der bedeutendste Vertreter der Herren von Türje war Dénes von Türje. Er diente von 1220 bis 1230 unter König Andreas II. und unter seinem Nachfolger, König Bela IV. Wegen seiner Treue und Verdienste in den Kämpfen mit den Mongolen wurde er 1245 zum Palatin (ungarisch nádor), dem höchsten Würdenträger im Königreich ernannt und wenig später zum Ban von Slawonien.
Sein Neffe Fülöp (deutsch: Philipp) Szentgróti, der spätere Erzbischof von Gran, erwirkte 1260 bei Papst Alexander IV. Privilegien für das Kloster wie das Beurkundungsrecht und die Selbstverwaltung und trug so maßgeblich zum Aufschwung von Ort und Kloster bei. Die Propstei bestand in Türje zwischen 1268 und 1566. Das Türje des 14. Jahrhunderts bestand aus drei Ortsteilen: Klein-Türje, Groß-Türje und Sankt-Thomas-Türje (ungarisch: Kistürjé, Nagytürjé und Szenttamástürjé). In den beiden letztgenannten Ortsteilen gab es auch Kirchen. Im 15. Jahrhundert verwickelte sich der besitzende Adel in mehrere Streitigkeiten. Im Zuge dieser Kämpfe wurden die dortigen Leibeigenen mehrmals überfallen und ausgeraubt. Zur damaligen Zeit war Türje eine bedeutende Siedlung an der Handelsstraße zwischen Buda und Venedig.

### Neuzeit
1532 kam es zum ersten Türkeneinfall. Im Rahmen des Vorstoßes Sultans Süleyman I. Richtung Österreich griffen die Türken Türje das erste Mal an und verwüsteten es. Um die finanziellen Schäden dieser Türkenangriffe gering zu halten, erhielt die Gemeinde Türje ab 1535 das Marktrecht (= das Recht, mehrmals im Jahr einen Markttag abzuhalten).
Um 1547 starb die Familie Türje aus und das Gebiet fiel an die Familie Hagymásy, die ursprünglich aus Kisbecskerek, (deutsch: Klein-Betschkerek) im Banat stammte. Um 1550 hielt die Reformation Einzug und die Mönche wurden vertrieben. Ein Klosterleben existierte für die nächsten Jahre nicht mehr.
Bei Kämpfen zwischen den evangelischen Truppen von Kristóf Szentgróti Hagymásy und den Katholiken kam es zu schweren Verwüstungen in der Propstei, wobei Schäden von über 400 Gold-Forint entstanden.
1566 griffen christliche Söldner der Burg von Sümeg das Kloster und die Pfarrkirche von Türje an und brannten es teilweise nieder. Nur die Türme blieben unversehrt. Der letzte Propst, Benedek (deutsch: Benedikt) Kövesy, floh mit seinen Brüdern nach Veszprém. Ab diesem Zeitpunkt gab es in Türje keine Propstei mehr; das Amt blieb zwar bestehen, aber das Amt und der Titel des Propstes gingen nun auf den Bischof von Veszprém, András Köves, über, der Türje zu einer Grenzburg gegen die Türkenangriffe ausbauen ließ. Eine ganze Reihe dieser Grenzburgen findet man auf einer geraden Linie vom Plattensee bis nach Miskolc (von Südwest- nach Nordost-Ungarn). Obwohl die Türken die Burg Türje nicht häufig belagerten (so unter anderem 1537 und 1664), hatte die Bevölkerung regelmäßig eine „Türkensteuer“ (Schutzgeld) an die Türken bezahlen müssen, um eben nicht weiter belagert zu werden.
Im Rahmen der Gegenreformation wurde der Ort weiter entvölkert, da die evangelischen Bewohner die Gegend verlassen mussten.
1663 starb das Geschlecht der Hagymásy aus und die Familie Batthyány erwarb den Ort und die Ländereien um Türje, sie blieben Besitzer, bis sie 1948 von der kommunistischen Regierung enteignet wurden.
Im Zuge des letzten Türken-Angriffs auf Wien 1683 wurde Türje durch die Kriegshandlungen fast vollständig entvölkert.
Ab dem Jahre 1690 wurde der Ort rasch wieder aufgebaut und wiederbesiedelt. 1703 erhielt der Ortsteil Klein-Türje wieder das Marktrecht zurück. Während des Rákóczi-Freiheitskrieges war Türje ab 1703 ein Zentrum der Kuruzen und wurde von ihnen als wichtige Nachschubbasis benutzt. Den Österreichern gelang die Rückeroberung erst 1707, als Feldmarschall Amadeus de Bussy-Rabutin Türje eroberte und niederbrannte.
Ab dem Jahre 1720 kehrte der Prämonstratenserorden zurück und siedelte sich in Türje wieder an. Ab 1724 wurde unter Adalbert Pintár das neue Kloster erbaut, das 1779 fertig gestellt war. 1761 wurde der Maler und Freskokünstler Stephan Dorfmeister mit der Innenausmalung der Klosterkirche beauftragt. Die meisten seiner Fresken wurden leider bei einem Kirchenbrand 1790 zerstört.
Die im Ort befindlichen Denkmäler – die Mariensäule, die Sankt Antonius-Skulptur und die Sankt Florian-Skulptur (die älteste; errichtet unter Adalbert Pintár 1725) – stammen ebenfalls aus dieser Epoche.
Die Propstei unterstand bis 1738 dem Prämonstratenserkloster in Pernegg. Dann verkaufte Abt von Pernegg das Kloster Türje an das Kloster Hradisch in Mähren (heute Tschechien).
Bis 1850 wuchs die Ortschaft Türje kontinuierlich an. Die Grundbesitzer von Türje waren entweder die Propstei oder die Familie Batthyány. Die ungarischen und die deutschen Bewohner von Türje lebten neben der Landwirtschaft hauptsächlich vom Weinbau.
In der zweiten Hälfte des 19. Jahrhunderts verlangsamte sich die Entwicklung des Ortes; er blieb stets eine landwirtschaftlich geprägte Ortschaft. 1876 verlor der Ort dann auch noch sein Marktrecht.

Türje; Ansichtskarte 1920; im Uhrzeigersinn: Prämonstratenserkloster, Rathaus, Bahnhof, katholische Grundschule, Kriegerdenkmal

Mit der Eröffnung der Bahnlinie von Ukk nach Čakovec (Csáktornya, heute in Kroatien) im Jahre 1890 kam es zu einer geringfügigen Industrialisierung der Ortschaft. In Batyk zweigte früher auch eine Bahnlinie nach Balatonszentgyörgy (heute Gemeinde Kéthely und Keszthely, deutsch: Kestell) ab, welche jedoch 1970 nach dem Bau eines neuen Bahnhofes in Batyk eingestellt wurde.
1948 wurde durch die kommunistische Regierung die Klosterschule verstaatlicht und die Familie Batthyány enteignet. 1950 wurde das Kloster aufgelöst.
In den 60er Jahren hat sich im Dorf ein wenig Industrie angesiedelt: eine staatliche Landwirtschaftliche Produktionsgenossenschaft, eine Näherei und ein Transportunternehmen. Daher gab es nur eine geringe Abwanderung (Landflucht) in Türje.
Mit der Eröffnung der Bahnlinie von Ukk nach Čakovec (ungarisch Csáktornya) in Kroatien im Jahre 1890 kam es zu einer geringfügigen Industrialisierung der Ortschaft. In Batyk zweigte früher auch eine Bahnlinie nach Balatonszentgyörgy und Keszthely ab, welche jedoch 1970 nach dem Bau eines neuen Bahnhofes in Batyk eingestellt wurde.

## Sehenswürdigkeiten
- Klosterkirche aus dem 13. Jahrhundert
- Klosteranlage aus dem 17. Jahrhundert
- Sankt-Anna-Kapelle aus dem 17. Jahrhundert
- Mariensäule, Florianssäule, Sankt-Antonius-Denkmal, alle 17. Jahrhundert

## Söhne und Töchter der Gemeinde
- Dénes von Türje (? bis 1254) Palatin von Ungarn, Ban von Slawonien
- Fülöp (Philipp) Szentgróti (um 1218 bis 1272), 1248 bis 1262 Bischof von Zagreb, ab 1272 Erzbischof von Gran und ungarischer Kanzler
- Árvay Gregory (1790 bis 1872) Prämonstratenser-Pater, Mitglied der Ungarischen Akademie der Wissenschaften
- Attila Vértes (1934 bis 2011) Chemiker und Forscher, Mitglied der Ungarischen Akademie der Wissenschaften

## Partnergemeinden
Türje hat folgende Partnergemeinden
- Rumänien: Joseni ungarisch: Gyergyóalfalu, deutsch: Untersdorf
- Ungarn: Hegyhátsál (Komitat Vas)